# Плюхар, Кристина
Кристина Плю́хар (также Плю́ар; нем. Christina Pluhar; род. 1965, Грац) — австрийская лютнистка, арфистка , дирижёр. Видный представитель движения аутентичного исполнительства. Специализируется на музыке барокко.

## Очерк биографии и творчества
Кристина Плюхар училась игре на (классической) гитаре в Граце, затем игре на лютне в Гаагской консерватории (класс Toyohiko Satoh), как лютнистка стажировалась в базельской «Схола канторум» (класс Хопкинсона Смита). Позже училась игре на барочной арфе у Мары Галасси в Civica Scuola di Musica Милана. С 1999 преподаёт барочную арфу в Гаагской консерватории, даёт мастер-классы в разных городах мира.
В 1990-х годах выступала, главным образом, как лютнистка в составе различных европейских ансамблей старинной музыки («La Grande Écurie et la Chambre du Roy», «Les Musiciens du Louvre», «Concerto Köln», «La Fenice» и других). В 2000 году в Париже основала собственный ансамбль старинной музыки «L’Arpeggiata», с которым гастролирует (в том числе, с 2004 года в России), выступает на международных музыкальных фестивалях (с 2008 на Фестивале барочной музыки в Амброне) и в известных концертных залах (с 2012 — в нью-йоркском «Карнеги-холле»), записывается. Ансамбль «Арпеджиата» отличает безукоризненная исполнительская дисциплина, чистая интонация (натуральных) духовых инструментов и вокалистов. В реконструкциях старинных партитур Плюхар стремится к балансу между авторским нотным текстом (res facta) и вокально-инструментальной импровизацией исполнителей (известной как «пересочинение»).

## Дискография
- La Villanella. Вилланеллы Дж. Дж. Капсбергера. Alpha, 2001.
- Homo fugit velut umbra. Музыка С. Ланди. Alpha, 2002.
- La Tarantella. Тематическая программа, охватывающая традиционную южноитальянскую музыку и сочинения академических композиторов барокко. Alpha, 2002.
- All’Improvviso. Экспериментальный диск, сочетание барочной и джазовой импровизации. Alpha, 2004.
- Rappresentatione di Anima e di Corpo. «Представление о душе и теле» Э. де Кавальери. Alpha, 2004.
- Los Impossibles. Испанская и мексиканская музыка XVII века. Совместно с ансамблем «King’s Singers» и др. солистами. Naïve, 2007.
- Monteverdi — Teatro d’Amore. С участием контратенора Ф. Жаруски. Erato, 2009.
- Via Crucis — Rappresentatione della gloriosa Passione di Christo. Тематическая подборка вокальной музыки эпохи барокко (разных композиторов) на «страстну́ю» тему. Программа записана с участием вокалистов Ф. Жаруски и Н. Риал. Erato, 2010.
- Monteverdi — Vespro della Beata Vergine. Вечерня (и магнификат) К. Монтеверди. Erato, 2011
- Los Pájaros Perdidos — The South American Project. Erato, 2012.
- Music for a while — Improvisations on Purcell. Вокальная музыка Г. Пёрселла. С участием Ф. Жаруски, Д. Виссе и др. певцов. Erato, 2014.
- Cavalli. L’amore innamorato. Арии из опер и др. музыка Ф.Кавалли. Erato, 2015.
- Händel goes wild (L'Arpeggiata). Erato, 2017.
- Luigi Rossi: La lyra d'Orfeo & Arpa Davidica (В. Жанс, Ф. Жаруски, L'Arpeggiata). Erato, 2019.
- Alla Napoletana (L'Arpeggiata). Erato, 2021.
- Passacalle de la follie (Ф. Жаруски, L'Arpeggiata). Erato, 2023.